# Lisa the Beauty Queen
Lisa the Beauty Queen, llamado Lisa, la reina de la belleza en España y La reina de la belleza en Latinoamérica, es un episodio perteneciente a la cuarta temporada de la serie animada Los Simpson, estrenado originalmente en FOX el 15 de octubre de 1992. En el episodio, Homer inscribe a Lisa en una concurso de belleza para que aumentase su autoestima. Lisa queda en segundo lugar, pero obtiene el título de Pequeña Miss Springfield luego de que la ganadora sufre un accidente. Las tareas de la Pequeña Miss Springfield incluyen ser la cara de los cigarrillos Laramie, lo que causa que Lisa comience a hablar en contra del cigarrillo. Como resultado de su campaña perjudicial para la compañía, su título es revocado por una falla en la forma de suscripción. 
Jeff Martin escribió el episodio, además de la música y las canciones del mismo. El episodio fue dirigido por Mark Kirkland y Bob Hope, fue la estrella invitada. En la trama se parodia a varias películas, música y eventos históricos, y tuvo una crítica generalmente positiva.

## Sinopsis
Durante el carnaval en el colegio, un dibujante hace una caricatura de Lisa exponiéndola muy fea y siendo el hazmerreír de todos los que la ven. Después de esto ella se queda aterrorizada con su apariencia física y se le desarrolla un complejo de fealdad. Mientras tanto, Homer gana una entrada para viajar en el zepelín Duff.
Viendo que Lisa se siente mal por su aspecto, la apunta al concurso de Little Miss Springfield, Miss Springfield Junior en España y Pequeña Señorita Springfield en Hispanoamérica. Vendiendo para ello su entrada a Barney para el zepelín Duff por 300 dólares. Lisa no quiere entrar al concurso, pero cuando Marge le dice que no la obligará pero su padre ha vendido su entrada termina accediendo. 
Marge lleva a Lisa a un Salón de Belleza, para un tratamiento completo que restaure su confianza. Durante las pruebas, una niña llamada Amber Dempsey se perfila como la favorita para ganar. Ya en el concurso, Lisa califica a la final. Sin embargo, el jurado termina eligiendo a Amber Dempsey como Little Miss Springfield, quedando Lisa como finalista.
Poco después durante el inicio de su reinado Amber recibe una descarga de un rayo obligando a hospitalizarla, lo que permite a Lisa que se convierta en la nueva Pequeña Springfield. Lisa al estar ahora promoviendo su reinado, se convierte en la imagen de Cigarrillos Laramie. Mientras va sobre la carroza Laramie, en el desfile de Springfield, Lisa, al ver que inclusive su hermana Maggie está fumando los cigarros que ella arrojó, comprende que el tabaco es malo y rehúsa ser la imagen de algo que no lo merece, como eso hace muchas cosas más que la organización no aprueba y están de acuerdo en despojarla de su corona, pero al no poder hacer, nada ven que tienen un factor a favor y lo consiguen.
En el noticiero se informa que perdió su reinado debido a que Homer, al momento de inscribirla lleno la solicitud muy mal, porque decía en una parte de ésta: NO ESCRIBA EN ESTE ESPACIO y Homer escribió "Bueno". Homer se disculpa con Lisa porque de no ser por él, ella seguiría siendo la Pequeña miss Springfield pero Lisa le dice que no le importa y le agradece a su papá que la haya metido al concurso, porque así ella descubrió la verdadera belleza e hizo que se sintiese segura consigo misma.

## Producción
Muchos de los guionistas de Los Simpsons habían dejado la serie o estaban ausentes al principio de la cuarta temporada, por lo que Al Jean y Mike Reiss debieron pensar ideas para nuevos episodios solos. Luego de planear "Homer the Heretic", tuvieron la idea de que Lisa se inscribiese en un concurso de belleza. Le asignaron a Jeff Martin que escribiese el episodio porque asumieron que lo llenaría de canciones, como había hecho con episodios anteriores. Martin, por lo tanto, escribió tanto la historia del episodio como sus canciones y su música. Además, basó el episodio en varias experiencias propias, tales como la escena en la que Lisa tiene una caricatura de ella misma.
La estrella invitada del episodio fue Bob Hope, quien grabó su parte en su casa junto con Jeff Martin y Conan O'Brien. En ese momento prácticamente no podía oírse ni verse ya que tenía 92 años, aunque en el episodio lo hacen parecer mucho más joven.